# Stimmkreis Landsberg am Lech, Fürstenfeldbruck-West
Der Stimmkreis Landsberg am Lech, Fürstenfeldbruck-West (Stimmkreis 120 seit der Landtagswahl 2018) ist ein Stimmkreis in Oberbayern. Er umfasst den Landkreis Landsberg am Lech sowie die Große Kreisstadt Fürstenfeldbruck und die Gemeinden Grafrath, Kottgeisering, Moorenweis, Schöngeising, Türkenfeld des Landkreises Fürstenfeldbruck.

## Landtagswahl 2023
Zur Landtagswahl 2023 traten folgende Parteien und Direktkandidaten im Stimmkreis Landsberg am Lech, Fürstenfeldbruck-West an und erzielten folgende Ergebnisse:
| Nr. | Direktkandidat       | Partei           | Erststimmen in % | Gesamtstimmen in % |
| --- | -------------------- | ---------------- | ---------------- | ------------------ |
| 1   | Alex Dorow           | CSU              | 35,8             | 35,8               |
| 2   | Gabriele Triebel     | GRÜNE            | 19,9             | 19,7               |
| 3   | Florian Lichtenstern | Freie Wähler     | 14,1             | 14,0               |
| 4   | Thomas Musil         | AfD              | 11,8             | 11,7               |
| 5   | Amir Sahuric         | SPD              | 6,3              | 6,4                |
| 6   | Andreas Deiner       | FDP              | 2,9              | 3,1                |
| 7   | Simone Ketterl       | LINKE            | 1,2              | 1,2                |
| 8   | Anton Baur           | BP               | 1,6              | 1,5                |
| 9   | Karin Kuret          | ÖDP              | 2,0              | 2,0                |
| 10  | Michael Lutzeier     | Die PARTEI       | 1,5              | 1,4                |
| 11  | Nathalie Eder-John   | Tierschutzpartei | 1,2              | 1,2                |
| 12  | Beata Misiewicz      | V-Partei³        | 0,2              | 0,2                |
| 13  | -                    | PdH              | -                | 0,2                |
| 14  | Richard Salfer       | dieBasis         | 1,4              | 1,3                |
| 15  | -                    | Volt             | -                | 0,4                |

## Landtagswahl 2018
Im Stimmkreis waren insgesamt 126.089 Einwohner wahlberechtigt. Die Landtagswahl am 14. Oktober 2018 hatte folgendes Ergebnis:
| Direktkandidat       | Partei               | Erststimmen in % | Gesamtstimmen in % | Veränderung der Gesamtstimmen im Vergleich zur Landtagswahl 2013 in % |
| -------------------- | -------------------- | ---------------- | ------------------ | --------------------------------------------------------------------- |
| Alex Dorow           | CSU                  | 35,5             | 35,6               | - 14,8                                                                |
| Christian Winklmeier | SPD                  | 7,7              | 9,3                | - 11,8                                                                |
| Georg Stockinger     | Freie Wähler         | 9,6              | 9,6                | + 4,1                                                                 |
| Gabriele Triebel     | GRÜNE                | 24,4             | 24,6               | + 13,2                                                                |
| Ulla Schäfer         | FDP                  | 5,7              | 5,4                | + 2,5                                                                 |
| Hansjoachim Sprinz   | LINKE                | 3,0              | 2,8                | + 1,0                                                                 |
| Michael Hofmann      | BP                   | 2,8              | 2,6                | - 1,0                                                                 |
| Robert Sedlmayr      | ÖDP                  | 2,3              | 2,0                | - 0,4                                                                 |
| -                    | PIRATEN              | -                | 0,3                | - 1,9                                                                 |
| Edeltraud Schwarz    | AfD                  | 8,4              | 8,3                | + 8,3                                                                 |
| -                    | LKR                  | -                | 0,0                | -                                                                     |
| Marella Heidegger    | mut                  | 0,7              | 0,6                | + 0,6                                                                 |
| -                    | Humanisten           | -                | 0,1                | + 0,1                                                                 |
| -                    | Die PARTEI           | -                | 0,2                | + 0,2                                                                 |
| -                    | Gesundheitsforschung | -                | 0,1                | + 0,1                                                                 |
| -                    | Tierschutzpartei     | -                | 0,4                | + 0,4                                                                 |
| -                    | V-Partei³            | -                | 0,1                | + 0,1                                                                 |

Neben dem erneut direkt gewählten Stimmkreisabgeordneten Alex Dorow (CSU) wurde die Grünen-Kandidatin Gabriele Triebel über die Bezirksliste ihrer Partei in den Landtag gewählt.

## Landtagswahl 2013
Wahlberechtigt waren bei der Landtagswahl vom 15. September 2013 insgesamt 123.048 Einwohner. Die Wahl hatte im Stimmkreis Landsberg am Lech, Fürstenfeldbruck-West folgendes Ergebnis:
| Direktkandidat     | Partei       | Erststimmen in % | Gesamtstimmen in % | +/- Gesamtstimmen ggü. 2008 in %-P. |
| ------------------ | ------------ | ---------------- | ------------------ | ----------------------------------- |
| Alex Dorow         | CSU          | 50,3             | 50,4               | + 6,5                               |
| Herbert Kränzlein  | SPD          | 17,4             | 19,1               | + 4,0                               |
| Richard Drexl      | Freie Wähler | 6,4              | 5,6                | - 1,1                               |
| Detlef Däke        | GRÜNE        | 11,0             | 11,4               | - 3,8                               |
| Andreas Teichmann  | FDP          | 2,6              | 2,8                | - 6,7                               |
| Hansjoachim Sprinz | LINKE        | 2,1              | 1,8                | - 1,5                               |
| Wolfgang Buttner   | ÖDP          | 2,8              | 2,4                | + 0,7                               |
| Manfred Lurz       | REP          | 0,8              | 0,7                | 0,0                                 |
| Hermann Dempfle    | BP           | 4,3              | 3,5                | + 0,8                               |
| -                  | BüSo         | -                | 0,0                | 0,0                                 |
| -                  | Die Freiheit | -                | 0,1                | n.k.                                |
| Eric Lembeck       | PIRATEN      | 2,4              | 2,1                | n.k.                                |

## Landtagswahl 2008
Die Landtagswahl 2008 hatte folgendes Ergebnis:
| Direktkandidat      | Partei       | Erststimmen in % | Gesamtstimmen in % | Veränderung der Gesamtstimmen im Vergleich zur Landtagswahl 2003 in % |
| ------------------- | ------------ | ---------------- | ------------------ | --------------------------------------------------------------------- |
| Thomas Goppel       | CSU          | 44,8             | 43,9               | - 19,0                                                                |
| Albert Thurner      | SPD          | 14,0             | 15,1               | + 0,5                                                                 |
| Sepp Dürr           | GRÜNE        | 15,3             | 15,2               | + 2,6                                                                 |
| Georg Stockinger    | Freie Wähler | 6,8              | 6,7                | + 4,2                                                                 |
| Gina Bronner-Martin | FDP          | 9,4              | 9,5                | + 7,0                                                                 |
| Wolfgang Zeller     | REP          | 0,7              | 0,7                | - 0,4                                                                 |
| Rainer Christl      | ödp          | 1,7              | 1,7                | + 0,1                                                                 |
| Georg Wegele        | BP           | 2,9              | 2,7                | + 1,1                                                                 |
| -                   | BüSo         | -                | 0,0                | 0,0                                                                   |
| Lothar Sattler      | LINKE        | 3,3              | 3,3                | + 3,3                                                                 |
| Anneliese Harrer    | VIOLETTE     | 0,4              | 0,4                | + 0,4                                                                 |
| Matthias Polt       | NPD          | 0,8              | 0,8                | + 0,8                                                                 |